# 네모토 리쿠오
네모토 리쿠오(일본어: 根本 陸夫, 1926년 11월 20일 ~ 1999년 4월 30일)는 이바라키현 미토시에서 태어난 나카군 도카이촌 출신 일본의 전 프로 야구 선수이자 야구 지도자, 야구 해설가·사업가이다.
전 세이부 라이온스의 편성·관리 부장과 후쿠오카 다이에 호크스의 대표 이사, 전무, 사장을 역임했다.
요코하마 다이요 웨일스, 야쿠르트 스왈로스의 감독을 역임한 세키네 준조와는 니혼 대학 제3중학교 시절부터의 친구로 선수·코치(중간에 스카우트)를 통해 긴테쓰 펄스에 재적했다. 또한 다이쇼 시대 태생으로 최후의 프로 야구 감독 경험자이기도 하다(같은 해 12월 25일에 연호가 쇼와로 바뀌었기 때문).

## 개요
별명은 구계의 책략가(球界の寝業師)로 드래프트 회의 및 트레이드에서 수완을 발휘했으며 그 일하는 태도는 네모토 매직(根本マジック , 후술)이라고 했다. 직함은 달랐지만 실질적인 제너럴 매니저로써 그 실력을 발휘했다.
본인은 "나는 이음새 감독이니까"라고 말했던 대로 감독으로서는 눈에 띄는 성적을 내지 못했고 재임 기간도 짧았지만 히로시마, 세이부, 다이에의 첫 우승의 토대를 구축했다.

## 인물
이바라키현 미토시의 자산가 집안에서 태어나 이시가미 촌(현재의 도카이촌)에서 성장했다. 아버지인 도키노스케는 미토에서 장사를 영위하고 있었지만 네모토가 태어나자 네모토의 할아버지의 가업을 잇기 위해 이시가미 촌으로 이사했다. 이시가미 촌의 촌장이 되어 인접한 무라마쓰 촌과 합병하여 두 기간 동안 촌장이 되자 일본 원자력 연구소 유치를 결정했다. 네모토는 할아버지로부터 "언젠가 네모토 가를 지탱할 인물"이라는 말을 들으며 정교회의 유아 세례를 받았다. 또한 할아버지가 학문을 좋아해 네모토에게도 공부를 시켜 이시가미 촌의 초등학교에서 미래를 생각해 미토 시내의 산노마루 초등학교로 전학시켰다. 이 때 젊은 변호사를 교사로 소개해 주었는데 이것이 네모토가 야구와 묶이게 되는 계기가 되었다. 그 변호사가 야구를 대단히 좋아해 둘이서 성 터에서 캐치볼을 했고, 중등 야구와 도쿄 6대학 야구 이야기를 네모토에게 들려주었다. 또한 귀가 후에 네모토는 당시 지방에서는 드물었던 콘크리트 이층의 집 벽에 공을 부딪히면서 혼자서도 야구를 즐겼다. 이를 통해 병약했던 네모토는 튼튼한 청년이 되었다. 지역의 이바라키 중학교에 진학했으나 퇴학 처분을 받아 니혼 대학 제3중학교(현재의 니혼 대학 제3고등학교)로 옮겨 은사인 후지타 쇼조 감독을 만나 세키네와 함께 지도를 받았다. 종전 후 니혼 대학 예과에서 야구를 다시 시작해 다미야 겐지로와 배터리를 짰으며 도토 대학 야구 연맹 리그에서 수위 타자를 획득했다. 이 때 임시로 릿쿄 대학에도 '들어가 있던' 것이 발각되어 출장 정지 처분이 내려졌다. 이 '들어가'라는 것이 릿쿄에 입학하고 플레이를 한 것인지, 아니면 단순히 야구부의 선택을 받은 정도였는지는 불명이다. 이 징계 기간 동안 모교인 니타이산의 감독을 맡았다. 이후 호세이의 감독으로 부임한 후지타에게 거두어져 호세이 대학으로 이동해(이 대학 간 이적에 관해서도 종전 직후이므로 규칙의 틈을 이용한 것인지, 후지타의 부모의 마음으로 리그에 허용되었는지도 불명) 다시 한 번 세키네와 배터리를 짜게 되었다. 이 시기에 강경파 학생으로 활동하며 안도 노보루를 알게 되었다. 그 후 일본 콜롬비아의 실업 팀인 '가와사키 콜롬비아'를 거쳐 1952년 긴테쓰에 입단했다.
1957년 현역에서 은퇴해 이후에는 스카우트를 거쳐 1962년부터 1966년까지 긴테쓰의 코치를 역임하며 벳토 가오루 감독과 함께 '18세의 4번 타자' 도이 마사히로를 길러냈다.

### 히로시마 시대
1965년과 1966년에 이와모토 요시유키 감독의 아래서 타격 코치를 지내다 긴테쓰에서 퇴단했다. 이때 긴테쓰의 오너인 사에키 이사무가 향후에 대해 질문하자 스카우트 시절부터 알게 된 친구가 고문격으로 있는 철강을 취급하는 회사로 전직한다고 말했다. 그러나 니혼 대학 야구부의 정지 처분 중 맡았던 니타이산의 제자 중에 이후 야쿠르트의 구단에 참여했던 무라카미 히로시가 있었다. 무라카미의 아버지는 각료 경험자이기도 했던 무라카미 이사무였으며 무라카미와 만난 네모토는 산케이 신문의 사장 미즈노 시게오와 친분을 맺었다. 또한 미즈노의 친구인 도요 공업의 마쓰다 쓰네지도 소개받았다. 이 마쓰다는 지방 스승인 후지타의 소꿉친구였으며 후지타의 추천과 전술한 재계 인사들의 덕택으로 1967년 히로시마 카프의 하세가와 료헤이 감독 아래서 코치를 맡게 되었다. 우에다 도시하루가 코치 시절 당시 동료였다. 1968년 팀은 '히로시마 도요 카프'로 운영 형태가 변경되었고 네모토는 새로운 체제에서 감독으로 취임했다. 오너인 마쓰다는 "시즌 전패도 상관없으니 팀의 기초를 만들어달라"고 요구했다. 네모토는 코치로 고모리 미쓰오를 초빙했으며 한신 타이거스에서 야마우치 가즈히로를 영입했고 선수들에게 맹연습을 시켰다. 또한 식사면에서도 제한하는 조치를 취하는 등 같은 해 68승 62패로 3위를 차지해 카프 구단을 창설 이래 첫 A클래스로 이끌었다.
다음 해인 1969년에는 최하위로 전락했지만 1970년 코치로 세키네, 내야 수비 코치로 히로오카 다쓰로를 초빙했다. 세키네와 히로오카 모두 지도자 경력의 시작이었으나 같은 해와 다음 해인 1971년에는 4위와 승률 5할 이상으로 건투했고 그 동안 기누가사 사치오, 야마모토 고지, 미즈타니 지쓰오, 미무라 도시유키 등을 육성해 빨간 헬멧 황금 시대의 초석을 마련했다. 그러나 1972년 개막전부터 부진이 이어져 시즌 도중에 휴식했고 그대로 사임했다. 사임 후에도 팀을 만드는데 히로시마 구단주의 상담에 응했다. 다음은 오사카의 아사히 방송(ABC)에서 야구 해설자를 맡았다.

### 크라운라이터·세이부 시대
1977년 오프 시즌 철강 산업을 친구와 영위하는 한편 아사히 방송에서 야구 해설자로 활동하고 있었는데 안도에게 전화가 왔다. "크라운라이터의 일을 도와달라"는 내용이었지만 구단의 본론이 아닌 안도에게서 나온 말이기 때문에 네모토는 당황했다. 구단에서 정식으로 요청이 오면 수락해 달라고 크라운라이터 간부와 친한 안도가 교섭을 해왔다고 네모토는 이해를 하여 1978년 구단 사장 사카이 야스유키에게 초빙되어 크라운라이터 라이온스의 감독으로 취임했다. 이곳에서도 취임 직후부터 선수들에게 맹연습을 부과해 침체된 팀의 구조 조정을 도모하려고 했다. 같은 해 시즌 종료 후 국토 계획의 쓰쓰미 요시아키 사장이 구단을 인수해 구단명이 세이부 라이온스로 변경되었다. 네모토는 그대로 감독에 잔류, 세이부 라이온스의 첫 감독이 되었다.
세이부 감독 시절에는 관리 부장도 겸임했고 전면 책임직에 부임해 사카이 구단 대표, 우라타 나오지 스카우트 부장과 함께 팀 만들기를 급속하게 진행해 나갔다. 신생 세이부 라이온스의 1978년 드래프트 회의에서 모리 시게카즈를 1순위 지명했고 요미우리와 드래프트 외에서 마쓰누마 히로히사, 마쓰누마 마사유키의 마쓰누마 형제의 입단을 두고 경쟁해 획득에 성공했다. 그리고 한신 타이거스에서 다부치 고이치·후루사와 겐지를, 롯데에서 야마자키 히로유키를 트레이드로 획득했다. 또한 롯데에서 자유 계약으로 노무라 가쓰야도 획득했다. 1979년의 스프링 캠프는 미국 플로리다에서 2개월 가까이에 걸쳐 실시했다. 위의 전력 보강으로 개막 이전의 세이부의 평가는 그럭저럭이었으나 개막부터 12연패를 기록하며 1979년에는 최하위에 머물렀다.
그러나 강화의 성과는 꾸준히 나타나기 시작해 1980년의 후반기 페넌트레이스에서는 긴테쓰, 롯데 오리온스, 닛폰햄 파이터스와 우승 경쟁을 벌여 화제를 일으켰다. 1980년 드래프트 회의에서 이시게 히로미치, 오카무라 다카노리, 스기모토 다다시, 아베 오사무의 4명을 지명으로 획득했고 드래프트 외로 아키야마 고지를 요미우리와의 쟁탈전 끝에 획득했다. 그리고 당시 구마모토 공업고등학교의 정시제에 통학하고 있던 이토 쓰토무를 도코로자와 고등학교로 전학시켜 세이부 연습생으로 삼았다. 이듬해의 드래프트 회의에서 세이부는 이토를 1순위로 지명했고 이외에도 프로 진출을 거부하고 사회인 야구의 구마가이구미 입사가 내정되어 있던 나고야 전기고등학교의 구도 기미야스를 6순위로 지명해 설득 끝에 입단시켰다.
네모토는 1981년 감독을 퇴임하고 관리 부장으로 전임해 후임 감독으로 히로시마 시절 동료였던 히로오카를 초빙했다. 또한 코치로 모리 마사아키도 초빙했다. 이렇게 네모토는 본부장에 선임되었고 오너의 복종하며 "나는 현장의 일은 아무것도 모르니 전부 네모토 씨에게 맡기고 있다"라고 말할 정도로 실질적인 GM이었다.
히로오카는 1982년부터 2년 연속 일본 시리즈 우승을 차지했다. 특히 요미우리와의 1983년 일본 시리즈는 '야구계의 맹주 자리를 건 결전'이라고 선전해 요미우리를 4승 3패로 격파했다. 이렇게 세이부는 전국적으로 유명해지게 되었다. 그러나 네모토는 히로오카와 팀 강화 정책을 둘러싸고 대립하게 되었다. 그리고 석간지 등에 히로오카의 팀 비판의 코멘트가 게재되며 양자의 홈이 깊어져 갔다. 1984년에는 3위에 머물렀으나 1985년 다시 리그 우승을 했다. 하지만 일본 시리즈에서는 한신에 2승 4패로 무릎을 꿇었다. 시리즈 종료 후 히로오카는 건강면에서의 불안을 이유로 사임했다.
히로오카 감독의 후임으로 1984년 팀을 떠난 모리를 초빙했다. 1985년 드래프트 회의에서는 최대어였던 기요하라 가즈히로를 네모토 자신이 직접 뽑아 1순위 지명에 성공했다. 기요하라는 이후 4번 타자로 대활약했고 모리는 1986년부터 1994년까지 리그 우승을 놓친 것이 1989년 뿐이고 일본 시리즈 6회 우승에 빛나는 등 세이부의 황금 시대를 구가했다. 1989년 시즌 도중에 코치인 도이가 마작 도박으로 체포되어 구단 대표 사카이가 해임되었다. 사카이는 이듬해 다이에의 구단 대표로 취임했다.

### 다이에 시대
1993년 나카우치 이사오에게 초빙되어 세이부를 퇴단하고 후쿠오카 다이에 호크스의 대표 이사, 전무 겸 감독으로 취임했다. 팀은 전신이었던 1978년부터 계속 B클래스를 전전했고 네모토는 세이부와 비슷한 방법으로 팀 재건에 나섰다. 현장 복귀한 1993년에는 최하위에 머물렀으나 시즌 종료 후 아키야마, 와타나베 도미오, 우치야마 도모유키와 사사키 마코토, 무라타 가쓰요시, 하시모토 다케히로의 맞 트레이드로 '세기의 트레이드'를 감행했다. 또한 같은 해부터 실시된 프리 에이전트 제도로 한신에서 마쓰나가 히로미를, 드래프트에서 고쿠보 히로키와 와타나베 히데카즈를 획득했다.
1994년 감독을 퇴임하고 전무에 전념했다. 후임 감독으로는 오 사다하루를 초빙했다. 드래프트에서는 고마자와 대학 진학이 예정되어 있던 조지마 겐지를 얻었고 세이부의 주력이었던 구도를 FA로 획득했다. 또한 세이부의 감독으로 취임이 확실시 되고 있던 이시게를 초빙하는 등 다이에에서도 '책략가'의 모습을 마음껏 발휘했다.
12년만의 현장 복귀가 된 다이에 감독 시절에는 왕년의 젊은 두목이라고 하는 열혈적인 모습은 자취를 감췄고 풍모도 책략가의 이명에 맞지 않게 마운드로 가는 길에 다리가 엉키는 장면이 진 플레이 특집으로 방영되기도 했으나 간혹 거센 항의로 인해 퇴장을 당하는 일이 있었다. 또한 세이부 시절에는 히로오카와 모리로 대표되는 관리 야구의 신봉자로서 감독으로 자리잡고 있었음에도 불구하고 다이에에서는 2번에 야마모토 가즈나리를 기용하는 등 대담한 지휘를 때때로 선보였고 모리와 히로오카 같이 전략 면에서 세세한 지시를 하는 일도 없었다고 한다.
다이에 재임 기간 동안 요시타케 신타로·고쿠보·와타나베·조지마·후지이 마사오·사이토 가즈미·사쿠모토 마사히로·이구치 다다히토·마쓰나카 노부히코·시바하라 히로시·구라노 신지·나가이 도모히로·시노하라 다카유키·호시노 준지 등을 드래프트에서 획득해 다이에 첫 우승과 현재에 이르기까지 지역 인기의 토대를 마련했다. 또한 마쓰나가·히로타 히로아키·다케다 가즈히로·다무라 후지오·나가도미 히로시·니시무라 다쓰지·야마사키 신타로 등 다른 구단에서 활약한 베테랑 선수들로 팀을 보강했다. 또한 세이부 시절부터 케빈 라이머, 케빈 미첼 등 현역 메이저 리그 선수의 획득에 노력했다.
1999년 1월 구단 사장으로 취임했으나 3개월 후인 4월 30일에 급성 심근 경색으로 사망했다. 향년 72세. 그 해에 호크스가 오사카에서 후쿠오카로 연고를 옮긴지 11년만에 첫 우승을 차지했다. 동년 시즌 동안 원정 경기에서 영정 사진이 벤치에 함께 있었으며 우승 헹가래에서는 선수들이 번갈아가며 영정을 내걸었다. 네모토는 일본 하리스토스 정교회의 신자였기 때문에 유골은 교회 본부가 있는 도쿄 칸다의 니콜라이 성당에 안치되었다.
2001년 야구 명예의 전당에 입성했다.

## 감독·구단 경영자로서
- 11시즌 감독을 맡았지만 2년째 이후는 모두 B클래스였다. 그러나 팀의 기초를 만들어내는 수완에 높은 평가를 받고 히로시마, 세이부, 다이에 모두 네모토가 감독에서 물러난 이후 몇년 안에 황금 시대를 구축했다. 감독으로서뿐만 아니라 팀의 지휘봉을 흔들고 스스로 구단 경영과 팀 구성에 관계해 세이부 시절에는 조직의 책임자로 활약했다. 현재 말하는 GM의 존재로 역사에 이름을 남겼다.
- 퇴단한 선수의 보살핌을 좋게 해주고 있었다. 대부분의 선수들은 야구 이외에는 아무것도 할 수 없었고 은퇴 후 해설자, 현장의 지도자와 스카우트 등으로 남는 선수들은 일부였고 다른 선수들이 일반 사회에 재취업하려면 꽤 어려웠다. 세이부·다이에의 재취업을 돌봐주고 그룹 기업에 뽑힌 적도 있다. 그것은 은혜로 느낀 전 선수들이 네모토에게 지방의 소질있는 무명 선수들을 제보해 주었다고 한다. 세이부 시절에는 은퇴한 선수 전원에게 세이부 구장의 프리 패스로 '가족증'을 보내주었다.
- 위와 같이 폭넓은 인맥을 자랑해 네모토 인맥 5천명에서 1만명까지라고도 말했다. 곤도 다다유키가 싱가포르에 강연을 갔을 때 "나는 네모토와 알고 있습니다"라고 말하는 인물이 이국인 싱가포르에도 있어 그 인맥의 넓이에 놀랐다고 한다.
- 세이부 시절에는 사람 앞에 그 모습을 잘 드러내지 않았고, 수면 아래에서 행동해 이를 파악하기 어려웠기 때문에 특수 잠항정이라고도 했다. 또한 사람 앞에 나와도 거의 추상적인 이야기 밖에 하지 않았기 때문에 네모토 관리 부장의 통역이 있다라고 하는 경우도 있었다. 이것은 네모토가 상당히 신중한 성격인 탓도 있고, 네모토를 생전에 취재했던 하마다 쇼하치는 펜과 종이를 눈 앞에 내보이면 본심을 말하지 않았기 때문에 언제나 네모토가 없는 곳에서 떠올리면서 취재를 기록했다고 한다. 다이에 시절에는 세이부 시절과 달리 적극적으로 취재에 응했지만 입담이 추상적인 것은 여전해 현지 언론에서는 언어 대량, 의미 불명이라고 야유를 보냈다.
- 오미치 노리요시는 "네모토 씨는 1군에 고정시켜준 은인"이라고 저서에 적고 있다.
- 이하라 하루키는 "네모토 씨는 두목 기질이 있어 인심 장악에 유능한 분으로, 지도자가 무엇인지를 가르쳐 주었습니다"라고 저서에 적고 있다. 먼저 "선수를 지도하지 않아도 좋으니 제대로 지켜보도록 해"라고 하는 것, "선수는 좋은 것을 가지고 프로에 들어온 것이니까 처음에는 함부로 대하지 마라. 특히 신인에 관해서는 차분히 관찰하는 것부터 시작한다"라는 것. 이것은 이하라가 후에 읽은 다양한 책에도 비슷한 지도법이 기록되어 있어 "과연"이라고 생각하게 되었다고 저서에 적고 있다.
- 야기사와 소로쿠는 보내기 번트 등을 거의 하지 않았는데 예를 들면 타격 상태가 올라오지 않은 다치바나 요시이에도 참을성을 기르기 위해 거의 하지 않았다. 투수 기용도 그렇고 승리를 고집해 누구든지 보냈고 맞아도 쉽게 교체하지 않았다. 네모토 씨에게 그 의도를 물었는데 우선 팀으로 지반을 만들고 그 위에 이길 수 있는 감독이 후임으로 오는 것이라고 대답해 "공부가 되었다"고 감탄했다고 한다.
- 네모토가 크라운라이터의 감독이던 시절 헤이와다이의 긴테쓰 전에서 긴테쓰에서 다이헤이요로 이적한 도이가 사사키에게 "어이 쿄스케, 어째서 경기에 나오지 않는거냐. 감독(네모토)이 우리 쪽에 오지 않을까 하고 말하는거야"라고 말했다. 이후 네모토는 긴테쓰의 감독인 니시모토 유키오에게 트레이드를 신청했다. 이후 사사키는 곧 스타팅 멤버로 기용되었고 그 해 수위 타자를 획득했다. 네모토는 죽을 때까지 사사키에게 "쿄스케, 너 내 덕분에 그렇게 된거니까"라고 말했다고 한다.
- 오치아이 히로미쓰가 은퇴 이듬해 다이에 캠프에 취재를 갔을 때 네모토는 오치아이에게 "오치아이, 현역이 끝나고 다음에는 감독, 코치가 되는구나"라고 말했다. 그러자 오치아이는 "아, 그런 호기심은 없습니다"라고 말하자 네모토가 "아니, 반드시 그런 시대가 올거다. 실적도 남아 있고 그런 것을 추구하는 사람은 반드시 드러나기 때문이다. 그러니까 너, 힘내라"라고 코치인 모리 시게카즈를 사용해 오치아이에게 재밌는 조언을 했다. 오치아이가 2004년 주니치의 감독으로 취임했을 때 모리를 투수 코치로 초빙하여 이후 모리는 배터리 수석 코치, 수석 코치를 역임하고 2004년의 개막전 투수로 가와사키 겐지로를 지명한 것 이외에는 오치아이가 모리에게 투수 기용의 전권을 일임했다.

## 교우 관계
구제 니타이산·호세이·긴테쓰에서 동창이 된 오랜 전우이며 온후한 이미지가 강한 세키네 준조를 "세키네는 사실 절대 화내게 해서는 안되는 녀석으로 그 놈은 '인텔리 야쿠자'다"라고 평가한 네모토지만 네모토도 학생 시절에는 상당한 골칫덩이였던 것 같다. 특히 대학 시절의 동료인 안도 노보루와 시부야에서 매달거나 긴자에서 총기를 난사한 일도 있다고 하고 네모토가 야구계의 책략가로 불리는 대담한 기술을 사용할 수 있었던 것은 안도와의 교제 뒤의 사회의 인맥 정보망이 영향을 주고 있다고 말했다. 만화 《아부상》에서도 혈기 왕성했던 학창 시절의 네모토가 그려져 있다. 그러나 네모토가 근본적으로 악당이 될 수 없었던 것은 지방 자산가의 후계자로 태어나서 자라 스승인 후지타 쇼조의 "사람의 길을 스쳐지나지 말라"는 가르침이 브레이크가 되었다. 후지타에 대해서 평생 존경하고 있었다.

## 네모토 매직
세이부·다이에 시대의 잇따른 대형 트레이드 및 신인 선수 획득에 야구계 안팎을 놀라게 한 일이 매우 많았다. 세이부 시절에는 드래프트 외부 제도나 세이부 계인 프린스 호텔 야구부를 최대한 이용했고 다이에 시절에는 역지명 제도를 최대한 활용해 요미우리 등 다른 구단과의 쟁탈전을 제압하고 전력 보강을 잇따라 성공시켰다. 의표를 찌르는 내용이 많아 네모토 매직(根本マジック)이라고 불리었다.

### 세이부 시대
- 다부치 고이치와 마유미 아키노부의 트레이드를 중심으로 하는 거래를 한신과의 사이에서 실행함(한신의 오쓰 쇼지로와의 밀실 거래).
- 마쓰누마 히로히사·마사유키 형제에게 계약금을 합쳐 1억 2,000만 엔을 제시한 요미우리에 비해 1억 5,000만 엔을 제시해 마쓰누마 형제 획득에 성공했다. 전력 보강 이외에 요미우리를 이겼다는 큰 의미를 가진 사건이 되었다.

### 다이에 시대
- 아키야마 고지·사사키 마코토를 중심으로 하는 거래를 세이부와의 사이에서 실행함.
- 자신의 후임 감독으로 오 사다하루를 지명했을 때 "요미우리를 가정에 비유하면 나가시마 씨가 장남이고 오 씨는 차남이다. 일반적으로 차남은 가독을 잇지 않는다"라고 설득해 감독 취임을 수락받았다.

### 네모토 매직의 영향과 평가
- 네모토의 기술은 다른 구단에서도 사용하게 되었다. 구단 직원으로 위장시켜 1989년 드래프트에서 주니치가 다이호 야스아키(2순위 지명), 한신이 나카고미 신(1순위 지명)에 이용했다. 특히 호시노 센이치 감독 시절 주니치(1987년 ~ 1991년)에서는 진학을 표명한 선수의 잇따른 지명 강행과 번복의 실현과 오치아이의 획득으로 대표되는 적극적인 트레이드로 세이부와 함께 시즌 중 많은 화제를 낳았다.

## 상세 정보

### 출신 학교
- 구제 이바라키 중학교
- 구제 니혼 대학 제3중학교(현재의 니혼 대학 제3고등학교)
- 구제 니혼 대학 전문부
- 구제 호세이 대학

### 선수 경력
- 콜롬비아
- 긴테쓰 펄스(1952년 ~ 1957년)

### 지도자·기타 경력
- 긴테쓰 버펄로스 타격 코치(1962년 ~ 1966년)
- 히로시마 카프 코치(1967년)
- 히로시마 도요 카프 감독(1968년 ~ 1972년)
- 오사카 아사히 방송(ABC) 야구 해설자
- 크라운라이터 라이온스·세이부 라이온스 감독(1978년 ~ 1981년)
- 세이부 라이온스 관리 부장(1982년 ~ 1992년)
- 후쿠오카 다이에 호크스 감독(1993년 ~ 1994년)
- 후쿠오카 다이에 호크스 전무·사장(1995년 ~ 1999년)

### 수상·타이틀 경력

#### 수상
- 일본 야구 명예의 전당 헌액자(2001년)

### 등번호
- 8(1952년 ~ 1957년)
- 40(1962년)
- 60(1963년 ~ 1966년)
- 68(1967년 ~ 1972년 1978년)
- 81(1979년 ~ 1981년, 1993년)
- 84(1994년)

### 연도별 타격 성적
| 연 도      | 소 속      | 경 기 | 타 석 | 타 수 | 득 점 | 안 타 | 2 루 타 | 3 루 타 | 홈 런 | 루 타 | 타 점 | 도 루 | 도 루 자 | 희 생 번 | 희 생 플 | 볼 넷 | 고 4 | 사 구 | 삼 진 | 병 살 타 | 타 율 | 출 루 율 | 장 타 율 | O P S |
| ---------- | ---------- | ----- | ----- | ----- | ----- | ----- | ------- | ------- | ----- | ----- | ----- | ----- | -------- | -------- | -------- | ----- | ---- | ----- | ----- | -------- | ----- | -------- | -------- | ----- |
| 1952년     | 긴테쓰     | 46    | 92    | 85    | 9     | 16    | 3       | 0       | 2     | 25    | 8     | 1     | 0        | 1        | --       | 5     | --   | 1     | 13    | 1        | .188  | .242     | .294     | .536  |
| 1953년     | 긴테쓰     | 110   | 284   | 257   | 12    | 53    | 4       | 1       | 0     | 59    | 15    | 3     | 2        | 12       | --       | 14    | --   | 1     | 37    | 4        | .206  | .250     | .230     | .480  |
| 1954년     | 긴테쓰     | 10    | 13    | 11    | 0     | 0     | 0       | 0       | 0     | 0     | 0     | 0     | 0        | 0        | 0        | 2     | --   | 0     | 2     | 0        | .000  | .154     | .000     | .154  |
| 1957년     | 긴테쓰     | 20    | 17    | 17    | 0     | 1     | 0       | 0       | 0     | 1     | 0     | 0     | 0        | 0        | 0        | 0     | 0    | 0     | 4     | 0        | .059  | .059     | .059     | .118  |
| 통산 : 4년 | 통산 : 4년 | 186   | 406   | 370   | 21    | 70    | 7       | 1       | 2     | 85    | 23    | 4     | 2        | 13       | 0        | 21    | 0    | 2     | 56    | 5        | .189  | .237     | .230     | .467  |

### 감독으로서의 팀 성적
| 1968년      | 히로시마      | 3위         | 134         | 68   | 62  | 4   | .523 | 112  | .224                          | 2.91                          | 42세                          |                               |                               |
| 1969년      | 히로시마      | 6위         | 130         | 56   | 70  | 4   | .444 | 121  | .221                          | 3.24                          | 43세                          |                               |                               |
| 1970년      | 히로시마      | 4위         | 130         | 62   | 60  | 8   | .508 | 108  | .226                          | 3.00                          | 44세                          |                               |                               |
| 1971년      | 히로시마      | 4위         | 130         | 63   | 61  | 6   | .508 | 89   | .233                          | 3.11                          | 45세                          |                               |                               |
| 1972년      | 히로시마      | 6위         | 47          | 16   | 29  | 2   | .356 | 117  | .250                          | 3.57                          | 46세                          |                               |                               |
| 1978년      | 크라운 세이부 | 5위         | 130         | 51   | 67  | 12  | .432 | 109  | .268                          | 3.75                          | 52세                          |                               |                               |
| 1979년      | 크라운 세이부 | 6위         | 130         | 45   | 73  | 12  | .381 | 140  | .259                          | 4.60                          | 53세                          |                               |                               |
| 1980년      | 크라운 세이부 | 4위         | 130         | 62   | 64  | 4   | .496 | 219  | .267                          | 4.43                          | 54세                          |                               |                               |
| 1981년      | 크라운 세이부 | 4위         | 130         | 61   | 61  | 8   | .500 | 143  | .267                          | 3.62                          | 55세                          |                               |                               |
| 1993년      | 다이에        | 6位         | 130         | 45   | 80  | 5   | .360 | 75   | .246                          | 4.22                          | 67세                          |                               |                               |
| 1994년      | 다이에        | 4위         | 130         | 69   | 60  | 1   | .534 | 132  | .275                          | 4.10                          | 68세                          |                               |                               |
| 통산 : 11년 | 통산 : 11년   | 통산 : 11년 | 통산 : 11년 | 1351 | 598 | 687 | 66   | .465 | A클래스 : 1회, B클래스 : 10회 | A클래스 : 1회, B클래스 : 10회 | A클래스 : 1회, B클래스 : 10회 | A클래스 : 1회, B클래스 : 10회 | A클래스 : 1회, B클래스 : 10회 |

- 1968년부터 1996년까지 130경기제.
- 1972년은 개막부터 6월 15일까지의 기록.